# تصویر بزرگتر
تصویر بزرگتر (به انگلیسی: The Bigger Picture) یک فیلم انیمیشن کوتاه بریتانیایی است که در سال ۲۰۱۴ توسط دیزی جیکوب ساخته شده است. فیلم در هشتاد و هفتمین دوره جوایز اسکار کاندید اسکار بهترین فیلم کوتاه انیمیشن شد ولی جایزه را دریافت نکرد. تصویر بزرگتر در مورد دو برادر است در مواجهه با پا به سن گذاشتن مادرشان، فیلم در فضای نقاشی‌های دو بعدی و عروسک‌های ابعاد واقعی ساخته شده است.